# Écocentrisme
L'écocentrisme (du grec: οἶκος oikos, « maison » et κέντρον kentron, « centre ») est un terme utilisé par les philosophes environnementaux et écologistes pour désigner un système de valeurs centré sur la nature, par opposition à un système centré sur l'humain (c'est-à-dire anthropocentrique). L'écocentrisme est généralement issu d'une croyance ontologique et suivi d'une revendication éthique. La croyance ontologique nie qu'il existe des divisions existentielles entre la nature humaine et non humaine suffisantes pour prétendre que les humains sont soit (a) les seuls porteurs de valeur intrinsèque ou (b) possèdent une plus grande valeur intrinsèque que la nature non humaine. Ainsi, la revendication éthique ultérieure est pour une égalité de valeur intrinsèque à travers la nature humaine et non humaine, appelée égalitarisme biosphérique. En matière juridique par exemple, selon Ornella Seigneury, "le droit à l’environnement ne saurait se réduire à une conception anthropocentrique ou strictement individuelle. Il peut se décliner comme un droit fondamental intrinsèque à l’environnement lui-même, s’enracinant dans les « droits » subjectifs de la nature".

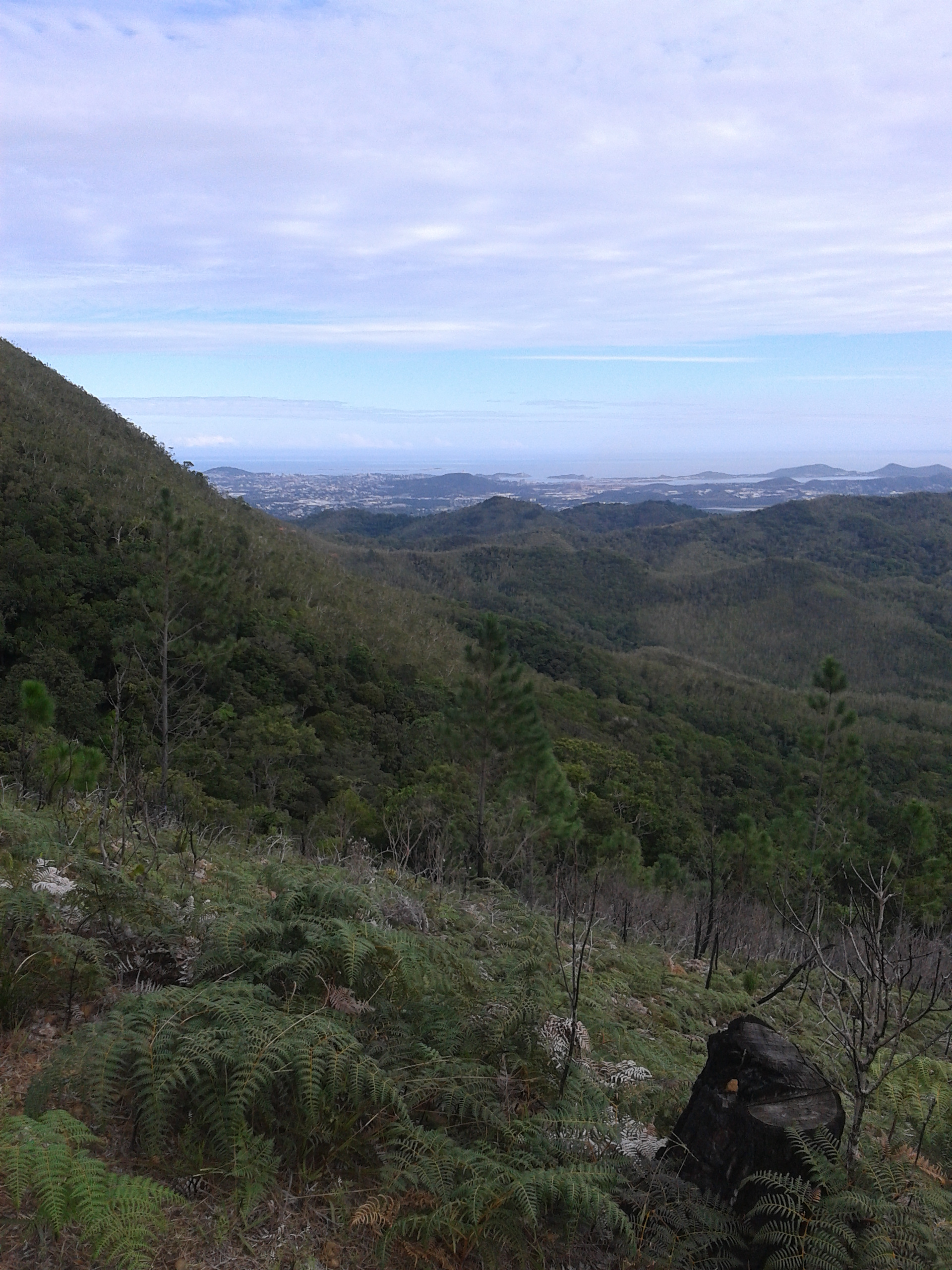
Paysage dans le sud de la Nouvelle-Calédonie, 2018

## Origine du terme
L'éthique écocentrique est conçue par Aldo Leopold et affirme que toutes les espèces, y compris les humains, sont le produit d'un long processus évolutif et sont interdépendantes dans leurs processus de vie. Les écrits d'Aldo Leopold et son idée de l'éthique et de la bonne gestion environnementale sont un élément fondateur de cette philosophie. L'écocentrisme se concentre sur la communauté biotique dans son ensemble et s'efforce de maintenir la composition de l'écosystème et les processus écologiques. Pour les philosophes, le terme trouve également son expression dans le premier principe du mouvement de l'écologie profonde, tel que formulé par Arne Næss et George Sessions en 1984 qui rappelle que l'anthropocentrisme, qui considère l'homme comme le centre de l'univers et le sommet de toute création, est un adversaire redoutable de l'écocentrisme. Tandis que, pour certains juristes, l’écocentrisme n’est plus nécessairement conçu comme opposé à l’anthropocentrisme — et donc pas en contradiction avec les droits de l’homme ou le droit de l’environnement — mais plutôt comme une forme atténuée d’anthropocentrisme radical. Pour Ornella Seigneury, "les causes des droits de la nature et des droits de l’homme sont liées par le droit".

## Contexte
La pensée environnementale et les diverses branches du mouvement environnemental sont souvent classées en deux camps intellectuels : ceux qui sont considérés comme anthropocentriques, ou « centrés sur l'humain », dans leur orientation et ceux considérés comme biocentriques, ou « centrés sur la vie ». Cette division est décrite en d'autres termes comme écologie « superficielle » contre écologie « profonde » et comme « technocentrisme » contre « écocentrisme ». L'écocentrisme peut être considéré comme un courant de pensée au sein de l'environnementalisme, le mouvement politique et éthique qui cherche à protéger et à améliorer la qualité de l'environnement naturel en modifiant les activités humaines nuisibles à l'environnement en adoptant des formes de politiques, économiques et l'organisation sociale et par une réévaluation du rapport de l'humanité à la nature. De diverses manières, l'environnementalisme prétend que les organismes non humains et l'environnement naturel dans son ensemble méritent d'être pris en considération lors de l'évaluation de la moralité des politiques politiques, économiques et sociales.

## Relations aux philosophies similaires

### Biocentrisme
La distinction entre biocentrisme et écocentrisme est mal définie. L'écocentrisme reconnaît les systèmes interactifs vivants et non vivants de la Terre plutôt que les seuls organismes vivants cas du — biocentrisme — comme étant d'une importance capitale. Le terme a été utilisé par les partisans du « biocentrisme de gauche », combinant une écologie profonde avec une position « anti-industrielle et anti-capitaliste » .